# Paloma Bernardi
Paloma Bernardi (São Paulo, 21 de abril de 1985) é uma atriz, empresária, bailarina e radialista brasileira. Desde 2009, Paloma e sua família mantêm o instituto de artes Amarte Espaço Cultural em São Paulo. No Amarte Espaço Cultural, a atriz também atuou como diretora em duas peças de teatro: Pé de Palhaço, Pé de Bailarina em 2013 e Estação e Emoções em 2015.

## Biografia
Paloma é filha do empresário Nestor Bernardi e da artista plástica e ex-bailarina do Balé Popular de Recife, Dil Bernardi. Nasceu na cidade de São Paulo, na zona norte da capital paulistana, onde mantém com sua família o Amarte Espaço Cultural. Em dezembro de 2005, se formou pelo Senac no curso Técnico de Ator apresentando a peça Faces D’Alma. É formada na faculdade de Rádio e TV em 2006, pela Universidade Metodista de São Paulo, em São Bernardo.

## Carreira
Aos 11 anos participou de sua primeira novela, Colégio Brasil, exibida pelo SBT, onde viveu Antônia.
| “ | [...] Paloma Bernardi, contou que se afastou da carreira artística durante a adolescência. "Lembro que eu usava aparelho e não passava em alguns testes", contou ao site do "Vídeo Show". "Entre mim, de aparelho nos dentes, e outra menina, eles optavam por outra menina." Seu retorno só ocorreu depois de cursar a faculdade de Rádio e TV e se formar em 2006 ... | ” |

No teatro, atuou no espetáculo Máscaras, de Menotti del Picchia, em 2005. No ano seguinte, participou da peça infantil Despertar na Floresta, de Caetano Martins e a peça Dom Quixote, dirigida por Graça Pereira no Teatro Dom Bosco A atriz também já trabalhou por trás das câmeras, já foi assistente de direção nas peças do Bosco Brasil, Novas Diretrizes em Tempos de Paz e Cheiro de Chuva. Em 2008, na Rede Record, interpretou a personagem Luna, de Os Mutantes - Caminhos do Coração.
Em 2009 viveu Mia, a filha caçula, adotada por Marcos e Tereza (José Mayer e Lília Cabral), que tem duas irmãs, Luciana (Aline Moraes) e Isabel (Adriana Birolli) na novela das oito exibida pela TV Globo, escrita por Manoel Carlos, Viver a Vida. Em 2011 deu a vida a Alice, na novela das nove, também na TV Globo, Insensato Coração, em que viveu uma jovem e doce personal trainer.
Entrou turnê pelo Brasil ao lado de Thiago Martins com a peça O Grande Amor da Minha Vida, comédia romântica que retrata a tentativa do casal de montar um manual para encontrar um grande amor. e atuou na peça O Imprescindível como uma palhaça No mesmo ano, integrou o elenco do curta-metragem Caso Fecado vivendo Lena e em setembro de 2013, viaja para Nova York para rodar o curta Hearing Heart vivendo uma turista sem audição.

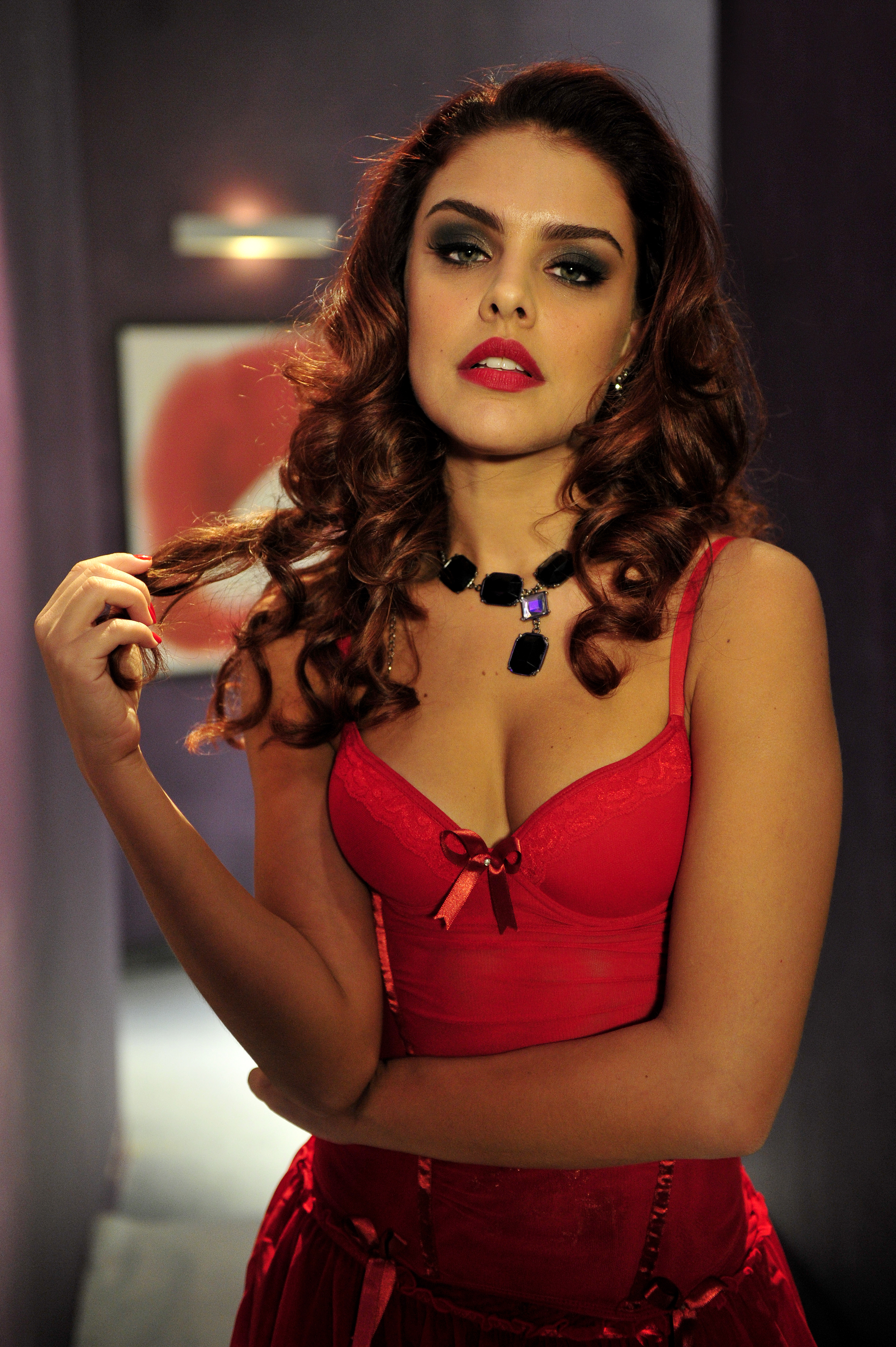
Paloma como Rosângela na novela Salve Jorge em 2012.

Na novela das nove escrita por Gloria Perez e exibida pela TV Globo, Salve Jorge, viveu sua primeira vilã, Rosângela: jovem e  ambiciosa, que tinha o sonho de se tornar modelo, mas foi vítima do tráfico de pessoas e para sobreviver tinha de se prostituir, se tornando uma traficante. Com a virada de sua personagem, Rosângela se torna uma das principais rivais da protagonista, Morena (Nanda Costa), e uma das maiores aliadas de Livia e Wanda (Cláudia Raia), (Totia Meireles). Paloma foi xingada nas ruas por conta de sua personagem, Paloma levou em consideração a reação do público por odiar a personagem, a qual era sua primeira vilã. A autora Glória Perez declarou que a personagem Rosângela, vivida por Paloma, foi um grande desafio.
Paloma já estrelou clipes musicais de cantores como, João Bosco & Vinícius na musica Tarde Demais e um ao lado do cantor de Pagode Thiaguinho na música Desencana. Paloma fez a estreia no cinema no filme Lascados Em 2014, integrou o elenco da Dança dos Famosos.
Em 2015, participou do segundo episódio da websérie que mostra os bastidores das viagens do Tour Le lis Blanc e Proença em 2015. Viveu uma das protagonistas da terceira temporada de As Canalhas, série do GNT como a dançarina Marta. logo após não ter o seu vínculo renovado com a Globo, Paloma assina contrato e volta a Rede Record para integrar o elenco da novela A Terra Prometida, onde interpretou a vilã Samara. Em seguida, integrou o elenco do episódio "O Galã" da série Lili, a Ex do Multishow Também pode ser vista nos cinemas, no longa Apaixonados - O Filme como a rainha de bateria Sabine e em Mais Forte que o Mundo como Luiza, namorada de infância de Aldo.  Participou do quadro "Teste da Vida Real" do programa do Gugu vivendo uma mendiga.
Em 2017, foi vista de volta na tela da TV Globo, na minissérie Aldo - Mais Forte que o Mundo advinda do longa-metragem. Em maio, participou da websérie Conexão Schurmann, na qual embarcou em uma aventura com a famosa Família Schürmann de velejadores, velejando de Maceió até Fernando de Noronha que vai transmitir a expedição até Fernando de Noronha. De novembro até 2018, Paloma foi uma das protagonistas de Apocalipse, nova novela da RecordTV. Ela viveu Isabela Gudman, uma estudante de arqueologia que se casa com o Anticristo, papel de Sérgio Marone. Ela também pode ser vista no longa Os Parças, comédia dirigida por Halder Gomes. Além disso, Paloma fez parte da radionovela Os Bollagattos, onde interpretou mais de 10 personagens, um projeto que visou trazer de volta o glamour das radionovelas. Nos palcos, fez a peça Eles Não Usam Black-tie, que foi sucesso de público em São Paulo ao homenagear o dramaturgo Gianfrancesco Guarnieri. A atriz também esteve na série da Netflix O Escolhido, em que interpreta a protagonista e médica Lúcia, que junto com os dois médicos Damião (Pedro Caetano) e Enzo (Gutto Szuster) começam a conduzir uma perigosa investigação no povoado protegido e obscuro. A obra lançada em 2019 teve duas temporadas.
Durante a quarentena, Paloma desenvolveu diversos trabalhos artísticos. A atriz gravou a áudio-série #Tdvaificar..., com direção de Jaqueline Vargas. O suspense tem como tema a pandemia em estágio avançado, já de evacuação e, um curta-metragem dirigido por Bruno Montoro, chamado Em Casa, no qual retrata as confusões emocionais causadas pelo isolamento. Em 2022 gravou dois filmes a serem lançados neste ano, cujos temas passeiam entre sentimentos femininos e o amor tóxico. Entre eles a comédia romântica TPM! Meu Amor, em que a atriz dá vida à personagem principal Monique, que busca um encontro consigo, para se amar exatamente como é. O outro filme se chama Ninguém é de Ninguém, um texto baseado em um livro da Zíbia Gasparetto. Um filme espírita, mas que vai além e aborda em sua narrativa os relacionamentos abusivos e tóxicos. No longa, dirigido por Wagner de Assis, Paloma é Gioconda, personagem que mostra como a mente humana pode ser uma inimiga diante da vida como um todo e no amor. A atriz também gravou uma série para a Record, Ameaça Invisível, de Ajax Camacho. A série toca num tema bastante conhecido do planeta atualmente: o vírus espalhado pelo ar. Sua personagem se chama Ton Ton, uma digital influencer fitness que lida de uma maneira bem negativa com esse problema, assim como uma boa parcela da população. A atriz esteve em cartaz com o espetáculo gratuito Terremotos no Teatro Popular do SESI. Com Paloma como protagonista, a peça destaca a saga individual de uma mulher grávida em crise sobre o destino de seu bebê neste mundo caótico e hostil. A personagem tem que lidar com uma depressão pré-parto, o que torna sua saúde mental extremamente abalada, causando uma série de alucinações.
Em 2024, em fevereiro gravou uma participação no longa-metragem Por um Fio de David Schurmann. Em março, atuou na peça Paixão de de Cristo em João Pessoa, vivendo Maria, mãe de Jesus, interpretado por Leandro Lima. Em maio gravou o longa-metragem Loucos Amores Líquidos na Itália, uma coprodução italo-brasileira dirigida por Alexandre Avancini. Em agosto, gravou a websérie Por Dentro da Sessão dando vida a Frida Kahlo como paciente numa sessão de terapia. Em outubro gravou o longa-metragem Fatalidade estrelado por ela e Débora Duarte, abordando o tema Alzheimer e dirigido por Paulo Gabriel. De novembro até dezembro, gravou a quarta temporada da série Arcanjo Renegado do Globoplay, seu retorno para Rede Globo.

## Outros trabalhos

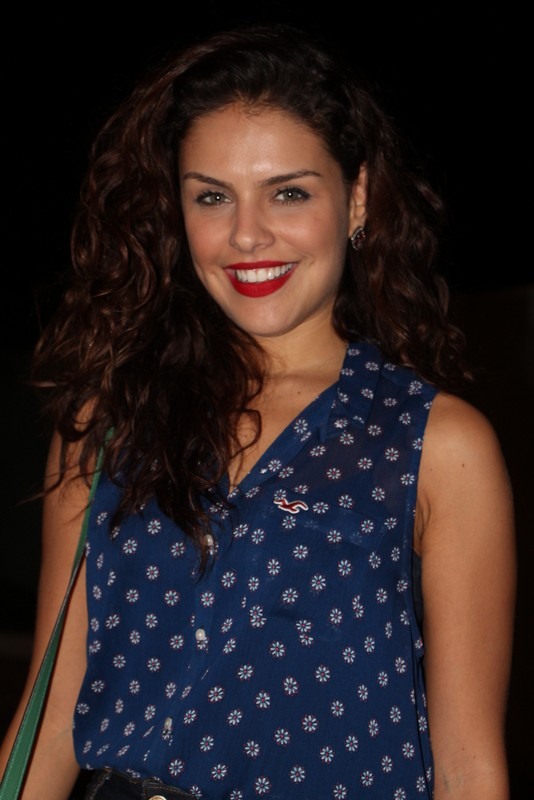
Paloma Bernardi na centésima apresentação da peça Frida e Diego.

### Publicidade
A atriz foi descoberta aos quatros anos de idade fazendo editoriais de revista infantil e campanhas publicitárias onde foi estrela de marcas como Giovanna Baby, Lacta, Bubbaloo e Palmolive.
Mas foi após sua ida a TV Globo, que a atriz virou um nome forte na publicidade, estrelando diversas campanhas publicitárias. Em fevereiro de 2011, participou da campanha "Estrelas do bem", iniciativa da Associação dos Joalheiros e Relojoeiros do Estado de São Paulo em prol do Retiro dos Artistas. Com o ator Bruno Gagliasso, estrelou a nova campanha do Centro de Ensino de Idiomas Fisk. É o novo rosto de campanha publicitária de bijuterias da marca Empório Bijux.  Junto com Luiza Brunet e Grazi Massafera estrelam a nova campanha da linha de tinturas da L'Oréal Paris e das gravações do novo comercial da marca. Com Giovanna Lancelotti, na Campanha Publicitária da Bottero Calçados Primavera/Verão 2012.
No ano seguinte, com o ator Caio Castro, posaram juntos para campanha “Eu sou 12 por 8” da Sociedade Brasileira de Cardiologia. Em 2013, Bernardi é a estrela da nova  campanha Primavera/Verão 2014 da marca de sapatos da Bebecê . Junto com o namorado Thiago Martins,  posaram para a campanha da marca de roupas Enfim no Vidigal.
No ano de 2014, A Fill Sete traz como garota propaganda da Campanha Verão 2015 a atriz. Nova garota-propaganda da coleção Primavera-Verão da Liebe. Bernardi passou a madrugada em um estúdio de São Paulo, gravando um comercial de Natal da marca World Tênis. No início de 2015, com Jesus Luz, como estrelas da campanha outono/inverno 2015 da marca de sapatos Ferricelli.  A atriz é a garota-propaganda da marca carioca Mercatto. Lançou sua coleção de bolsas com grife Fellipe Krein. A coleção verão 2016 da Herreira fashion jewelry é estrelada por Paloma No ano de 2016, fica morena e é a nova embaixadora da Garnier. Bernardi faz parte da Garnier desde 2012. Estrela da campanha de inverno da marca carioca Mercatto, que lança sua coleção, ‘Mulher Natureza’. É  madrinha da campanha Vista a Fantasia da Solidariedade do Hemorio onde foi convidada pelo órgão da Secretaria de Estado de Saúde do Rio.

### Carnaval
Em 2014, a atriz foi anunciada como destaque de chão da Acadêmicos do Grande Rio. No ano seguinte, é coroada como rainha de bateria substituindo Susana Vieira no cargo pela escola de samba, posto esse que regeu nos anos de 2016 e em 2017 recebendo o aval de Ivete Sangalo

## Vida pessoal
Em 2011, Paloma deu início ao seu namoro com o também ator Bernardo Velasco. Em seguida, ela teve um relacionamento com o ator e cantor Thiago Martins, a partir de 2012, quando trabalharam juntos na novela Insensato Coração e na peça O Grande Amor da Minha Vida. Após cinco anos de namoro, os atores se separaram em junho de 2017. Em julho de 2018, assumiu um novo relacionamento com o também ator Dudu Pelizzari, que chegou ao fim após três anos.

## Filmografia

### Televisão
| Ano  | Título                           | Personagem                         | Notas                         |
| ---- | -------------------------------- | ---------------------------------- | ----------------------------- |
| 1996 | Colégio Brasil                   | Antônia                            |                               |
| 2008 | Caminhos do Coração              | Luna Reis                          | Episódios: "27–29 de maio"    |
| 2008 | Os Mutantes: Caminhos do Coração | Luna Reis                          |                               |
| 2009 | Viver a Vida                     | Mia Saldanha Ribeiro               |                               |
| 2011 | Insensato Coração                | Alice Miranda                      |                               |
| 2012 | Salve Jorge                      | Rosângela Sousa                    |                               |
| 2014 | Dança dos Famosos                | Participante (2º lugar)            | Temporada 11                  |
| 2015 | As Canalhas                      | Marta                              | Episódio: "Marta"             |
| 2016 | Lili, a Ex                       | Vânia                              | Episódio: "O Galã"            |
| 2016 | A Terra Prometida                | Samara Avec                        |                               |
| 2017 | Apocalipse                       | Isabela Aisen Gudman (Bela)        |                               |
| 2018 | Betão e o Baú Mágico             | Ela mesma                          | Episódio: "A Origem do Circo" |
| 2019 | O Escolhido                      | Drª. Lúcia Santeiro                |                               |
| 2022 | Reis                             | Bate-Seba, Rainha de Israel e Judá |                               |
| 2025 | Arcanjo Renegado                 | [ 50 ]                             | Temporada 4                   |
| ASA  | Ameaça Invisível                 | Antônia Nolasco (Ton Ton)          |                               |

### Cinema
| Ano  | Título                 | Personagem          | Nota           |
| ---- | ---------------------- | ------------------- | -------------- |
| 2006 | Para Sempre Fiel       | Odaléia             | Curta-metragem |
| 2006 | Esta Noite             | Namorada            | Curta-metragem |
| 2006 | Quem tem sede bebe     | Adolescente         | Stop motion    |
| 2011 | Caso Fechado           | Lena                | Curta-metragem |
| 2013 | Hearing Heart          | Turista             | Curta-metragem |
| 2014 | Lascados               | Cenilde             |                |
| 2016 | Apaixonados - O Filme  | Sabine              |                |
| 2016 | Mais Forte que o Mundo | Luiza               |                |
| 2017 | Os Parças              | Cintia Maria Barolo |                |
| 2019 | Os Parças 2            | Cintia Maria Barolo | [ 76 ]         |
| 2020 | Em Casa                | Mulher confinada    | Curta-metragem |
| 2022 | A Senhora do Andador   | Bruna               | Curta-metragem |
| 2023 | TPM! Meu Amor          | Monique             |                |
| 2023 | Ninguém é de Ninguém   | Gioconda            |                |
| 2025 | Por Um Fio             | [ 45 ]              |                |
| 2025 | Loucos Amores Líquidos | Francesca           |                |
| 2025 | Fatalidade             | Layla               |                |

### Videoclipes
| Ano  | Artista                | Canção                       |
| ---- | ---------------------- | ---------------------------- |
| 2008 | Banda Money Honey      | "Willesden Green Box"        |
| 2010 | Banda Azúkar           | "Latinos (la hora ya llego)" |
| 2011 | Brenno Be              | "Um Outro Dia"               |
| 2011 | João Bosco & Vinícius  | "Tarde Demais"               |
| 2013 | Thiaguinho             | "Desencana"                  |
| 2014 | Mateus Baêta           | "Let go of the Past"         |
| 2014 | Vegas                  | "Aquele Tipo"                |
| 2017 | Thiago Martins         | "Amor E Poder"               |
| 2020 | Gabi Saraceni e Scorsi | "We Are One"                 |
| 2020 | Donatto e Lauana Prado | "Confia em Mim"              |

### Internet
| Ano  | Título                        | Personagem                              | Nota                 |
| ---- | ----------------------------- | --------------------------------------- | -------------------- |
| 2015 | Tour Le lis Blanc e Proença   | Ela mesma                               | Episódio: "Brasília" |
| 2015 | Un Regard                     | Atriz de cinema                         |                      |
| 2017 | Conexão Schurmann             | Ela mesma                               |                      |
| 2018 | Os Bollagattos                | Santina Bollagatto / Várias personagens |                      |
| 2020 | Mientras                      | Várias personagens                      | Também criadora      |
| 2020 | Festival do Jeans de Toritama | Apresentadora                           |                      |
| 2020 | #TdVaiFicar                   | Paula                                   |                      |
| 2022 | WarDogs                       | Cindy                                   |                      |
| 2025 | Por Dentro da Sessão          | Frida Kahlo                             |                      |

## Teatro
| Ano     | Título                                     | Personagem / Função   | Nota            |
| ------- | ------------------------------------------ | --------------------- | --------------- |
| 2002    | Hércules                                   | Phill                 |                 |
| 2002    | Paixão de Jesus                            | Maria Madalena        |                 |
| 2003    | A Bruxinha que era Boa                     | Bruxa Caolha          |                 |
| 2003    | Novas Diretrizes em Tempos de Paz          | Assistente de direção |                 |
| 2003    | Alladin                                    | Gênio                 |                 |
| 2004    | Pequena Sereia II                          | Ressaca               |                 |
| 2004    | Romeu e Julieta                            | Julieta               |                 |
| 2004    | Suor Angélica                              | Freira                |                 |
| 2004    | Paixão de Cristo Segundo o Diário de Maria | Maria                 |                 |
| 2004    | Woyzeck                                    | Marie                 |                 |
| 2005    | A Flor no Lixo                             | Moradora de Rua       |                 |
| 2005    | Faces d'Alma - Máscaras                    | Colombina             |                 |
| 2006    | Despertar na Floresta                      | Agualina              |                 |
| 2007    | Cheiro de Chuva                            | Assistente de direção |                 |
| 2008    | Dom Quixote                                | Aldonza Lorenzo       |                 |
| 2011    | O Grande Amor da Minha Vida                | Maria Helena          |                 |
| 2011    | O Imprescindível                           | Palhaça               |                 |
| 2012    | Fame - O Musical                           | Carmem Dias           |                 |
| 2013    | Pé de Palhaço, Pé de Bailarina             | Bailarina             | Também diretora |
| 2014    | Orfeu                                      | Eurídice              |                 |
| 2015    | Estação e Emoções                          | Narradora             | Também diretora |
| 2015    | Chacrinha, O Musical                       | Chacrete              |                 |
| 2015    | Paixão de Cristo de Nova Jerusalém         | Maria                 |                 |
| 2018–19 | Eles não Usam Black-tie                    | Maria                 |                 |
| 2020    | Novo e Normal                              | Amanda                |                 |
| 2020    | Feliz Dia das Mães                         | Olívia                |                 |
| 2022    | Terremotos                                 | Maya                  |                 |
| 2024    | Paixão de Cristo                           | Maria                 |                 |
| 2025    | O Cravo e a Rosa                           | Catarina Batista      |                 |

## Prêmios e indicações
| Ano  | Prêmio                        | Categoria                                | Indicação            | Resultado |
| ---- | ----------------------------- | ---------------------------------------- | -------------------- | --------- |
| 2010 | Melhores do Ano               | Melhor Atriz Revelação                   | Viver a Vida         | Indicada  |
| 2010 | Prêmio Contigo! de TV         | Melhor Atriz Revelação                   | Viver a Vida         | Indicada  |
| 2010 | Troféu Super Cap de Ouro      | Revelação                                | Viver a Vida         | Venceu    |
| 2010 | Meus Prêmios Nick             | Gata do Ano                              | Viver a Vida         | Indicada  |
| 2011 | Prêmio Jovem Brasileiro       | Atriz                                    | Insensato Coração    | Indicada  |
| 2013 | Meus Prêmios Nick             | Gata do Ano                              | Salve Jorge          | Indicada  |
| 2014 | Prêmio Jovem Brasileiro       | Atriz Destaque                           | Salve Jorge          | Venceu    |
| 2022 | Prêmio Bibi Ferreira          | Melhor Atriz em Peça de Teatro           | Terremotos           | Indicada  |
| 2023 | Troféu AIB de Imprensa        | Melhor Atriz                             | Reis                 | Indicada  |
| 2023 | Prêmio ArteBlitz de Novela    | Melhor Atriz Protagonista (voto popular) | Reis                 | Venceu    |
| 2023 | Prêmio ArteBlitz de Novela    | Melhor Atriz Protagonista (voto do júri) | Reis                 | Indicada  |
| 2024 | Festival Sesc Melhores Filmes | Melhor Atriz Nacional                    | TPM! Meu Amor        | Pendente  |
| 2024 | Festival Sesc Melhores Filmes | Melhor Atriz Nacional                    | Ninguém é de Ninguém | Pendente  |